# 左挺生
左挺生（?—?），安徽省寧國府涇縣人，清朝政治人物、進士出身。
光緒三年（1877年），参加丁丑科殿試，登進士二甲第99名。同年五月，經吏部掣簽，授即用知縣。